# Vladimir Nemshilov
Vladimir Nemshilov (n. 24 noiembrie 1948, Soci, RSFS Rusă, URSS) este un înotător ce a reprezentat Uniunea Republicilor Sovietice Socialiste, medaliat olimpic. A participat la o ediție a Jocurilor Olimpice (1968) în care a câștigat o medalie de bronz.

## Participări
Lista de mai jos prezintă principalele competiții la care a participat Vladimir Nemshilov de-a lungul carierei.
- swimming at the 1968 Summer Olympics – men's 4 × 100 metre medley relay[*]